# Brzózki (Poméranie)
Pour les articles homonymes, voir Brzózki.
Brzózki est une localité polonaise de la gmina mixte de Nowy Staw située dans le powiat de Malbork en voïvodie de Poméranie. Elle se trouve à environ 12 km au nord de Malbork et à 36 km au sud-est de la capitale régionale Gdańsk.

## Géographie

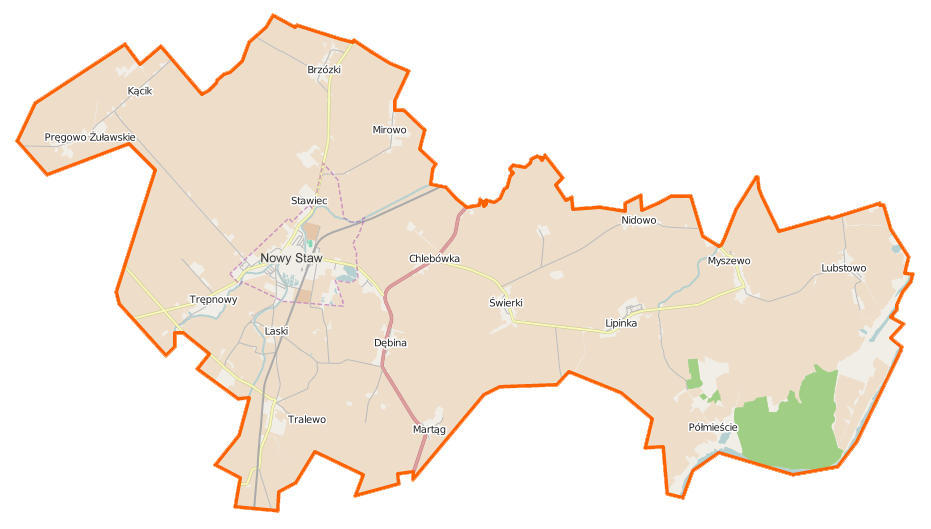
Carte de la gmina de Nowy Staw.